# Liste der Biografien/Dork
Liste der Biografien |
Portal Biografien |
Personensuche
# |
A |
B |
C |
D |
E |
F |
G |
H |
I |
J |
K |
L |
M |
N |
O |
P |
Q |
R |
S |
T |
U |
V |
W |
X |
Y |
Z |
?
 
Da |
Db |
Dc |
Dd |
De |
Dg |
Dh |
Di |
Dj |
Dk |
Dl |
Dm |
Dn |
Do |
Dq |
Dr |
Ds |
Du |
Dv |
Dw |
Dy |
Dz
 
Doa |
Dob |
Doc |
Dod |
Doe |
Dof |
Dog |
Doh |
Doi |
Doj |
Dok |
Dol |
Dom |
Don |
Doo |
Dop |
Doq |
Dor |
Dos |
Dot |
Dou |
Dov |
Dow |
Dox |
Doy |
Doz
 
Dora |
Dorb |
Dorc |
Dord |
Dore |
Dorf |
Dorg |
Dorh |
Dori |
Dorj |
Dork |
Dorl |
Dorm |
Dorn |
Doro |
Dorp |
Dorr |
Dors |
Dort |
Doru |
Dorv |
Dorw |
Dory |
Dorz
Die Liste der Biografien führt alle Personen auf, die in der deutschsprachigen Wikipedia einen Artikel haben. Dieses ist eine Teilliste mit 7 Einträgen von Personen, deren Namen mit den Buchstaben „Dork“ beginnt.

## Dork
- Dörk, Karina (* 1964), deutsche Kommunalpolitikerin

### Dorka
- Dorka, Gertrud (1893–1976), deutsche Lehrerin und Prähistorikerin
- Dorka, Jürgen (1934–2008), deutscher Politiker (CDU), MdL

### Dorke
- Dörken, Danae (* 1991), deutsch-griechische PianistinDanae Dörken (* 1991)

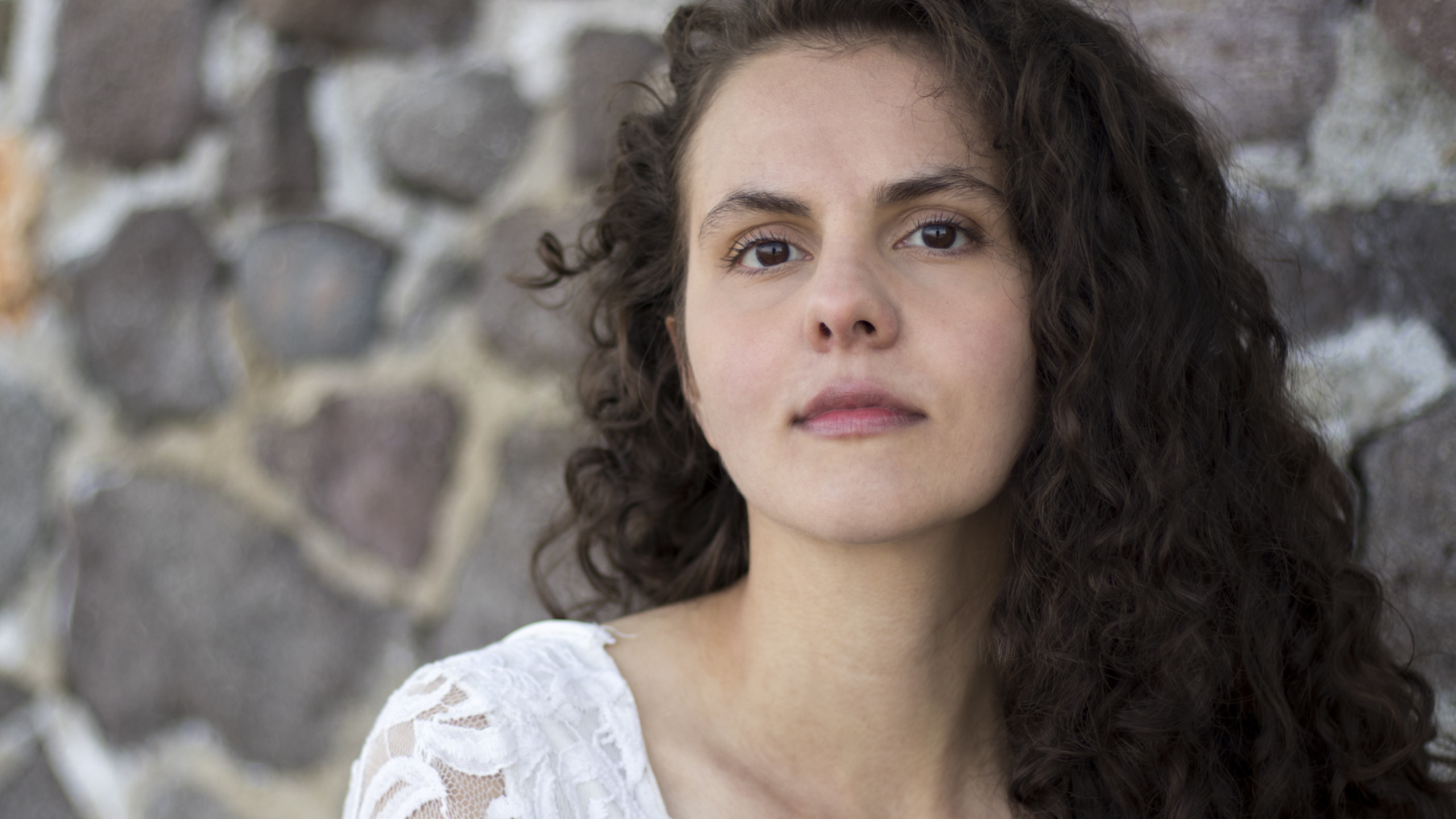
Danae Dörken (* 1991)

- Dörken, Kiveli (* 1995), deutsch-griechische Pianistin
- Dorkenoo, Efua (1949–2014), ghanaische Frauenrechtlerin

### Dorki
- Dorkin, Wiktor Iwanowitsch (1953–2006), russischer Politiker, Bürgermeister der Stadt Dserschinski